# Wout Bru
Pour les articles homonymes, voir Bru.
Wout Bru, né le 24 mai 1969 à Beerse (Belgique), est un chef belge.
Il dirige son restaurant Chez Bru à Eygalières (département des Bouches-du-Rhône, France), ouvert en 1997 et, depuis 2009, l'hôtel qui l'accompagne, Maison Bru.

## Biographie
Wout Bru étudie au lycée sportif de Turnhout et à l'école hôtelière ter Groene Poorte de Bruges. Après plusieurs stages en Bretagne et dans les Alpilles provençales (À l'Oustau de Baumanière aux Baux-de-Provence en France) et à Londres, il ouvre sa propre entreprise à Eygalières, Le Bistrot d'Eygalières. Après un an et demi, l'entreprise reçoit sa première étoile et sa deuxième étoile en 2005. De l'autre côté de la rue, une cuisine simple était proposée dans son deuxième restaurant, Le petit Bru. Bru déménage en juillet 2009 vers un nouvel emplacement en dehors du centre-ville et le restaurant est renommé Chez Bru et l'hôtel de luxe, Maison Bru, avec neuf chambres. Cependant, en 2011, Bru perd une étoile. En 2015, il perd également l'autre étoile. Les deux commerces sont fermés, la Maison Bru est vendue et son ex-femme, Suzy, ouvre sa propre brasserie à son emplacement d'origine au centre du village d'Eygalières.
En 2017, Bru devient partenaire commercial de Marc Coucke, qui avait repris le restaurant 'Le Sanglier des Ardennes' à Durbuy, dans la province de Luxembourg (Région wallonne). Bru doit ramener le restaurant à un niveau gastronomique supérieur. Un nouveau restaurant, 'La Bru'sserie', ouvre ses portes début juillet 2017. Les deux restaurants obtiennent un 14/20 au Gault Millau la première année.
Bru a présenté plusieurs programmes de cuisine sur Vitaya et VTM, dont une apparition en tant que membre du jury invité au restaurant Mijn, et juge la deuxième saison de la version flamande de Masterchef. Il juge également, aux côtés de Fatima Marzouki et d'un juge invité, Junior Masterchef, diffusé par VTM. En 2013, Bru est apparu en tant que coach/jury dans le programme de cuisine The Taste.
Bru a également ouvert un restaurant à Schilde avec son ex-femme Suzy, appelé « Brasserie Bru by Suzy ». Après la fermeture de cette entreprise, Wout Bru a démarré un projet culinaire à Durbuy avec Marc Coucke.